# Шахунья
Шаху́нья — місто (з 1943) в Нижньогородській області, Росії. З 2011 року адміністративний центр міського округу.
Засноване у 1921 році як поселення будівельників залізничної колії Нижній Новгород — Котельнич. З 1933 по 2011 року Адміністративний центр Шахунського району.
У вересні 2013 року міський округ віднесений до районів з низьким рівнем соціально-економічного розвитку. ВАТ «Молоко» є містоутворюючим підприємством, в загальному обсязі відвантаженої продукції частка цього підприємства становить 44,3%. Входить до списку міст проекту «Безпечне місто».

## Історія
У 1870 року починок Шахунья нараховував сімнадцять жителів. Дрібне переселення в цю місцевість почалося в тридцятих роках XIX століття з переводу державних селян з ряду місць Костромської губернії. В 1921 році засновано пристанційне селище, де розташувалися будівельники залізниці Нижній Новгород — Котельнич. За період з 1923 по 1927 рік збудовано залізничне депо, вокзал та електростанція. Вулиця Комінтерну яке йде уздовж колій забудована однотипними будинками, за якими ще довго стояв густий ліс. В 1926 році населення становило до трьохсот осіб.
У роки Другої світової війни значення поселення зросло і 21 жовтня 1943 селищу присвоєно статус міста. Відкрито нові підприємства деревообробки, харчової промисловості, художня фабрика (випускає швейні, ткані вироби тощо.) . Одразу після війни місто перетворилося на великий промисловий та торговий центр півночі області.
У 1970-х роках Шахунья стала містом новобудов. У 1972 році на околиці міста засновано завод з виробництва сухого знежиреного молока. У радянські роки продукція цього заводу вийшла на світовий ринок та продавалася в Нідерландах, Польщі та Афганістані. У центрі будуються п'ятиповерхові житлові будівлі — хрущовки, обживаються окраїни. Вигляд міста змінили широкі зелені вулиці.
У середині 1990-х побудована православна церква міста. В період економічної кризи 1990-х років закрилося безліч підприємств та частина населення виїхала в пошуках роботи.
В 2009 році побудована вулиця з однотипних одноповерхових будинків для заселення молодими сім'ями на південно-західній околиці міста. У 2012 році було вирішено повторити досвід та побудувати район «Південний» вздовж Яранського шосе.

### Походження назви
Місто Шахунья отримав назву від прилеглого села, яке, в свою чергу, названа на честь річки. Назва річки пішла від давньоруського «шаха» — обман, виходить, що «Шахунья» — «обманщиця». А пояснюється це тим, що біля річки були торф'яні берега, які легко розмивала вода в дощ або повінь. Варто було жителям перекинути мости, як наступного ж сезон річка змінювала русло — звідси і обманщиця. .

## Фізико-географічна характеристика

### Географія
Місто розташоване на північний схід від Нижнього Новгорода за 264 км по шосе та за 240 км залізницею Нижній Новгород — Кіров. Міський округ розташований на північній межі Нижньогородської області. Округ межує з Костромською областю на півночі, Кіровською на півночі та південному сході.
Місто розташоване на злегка хвилястій рівнині нахиленій на північний захід. З південного сходу на північний захід, через центральну частину міста, протікають річки Копань та Самаріха, і впадають на околиці міста в річку Чорна (Чорнушка). Найвища точка в північній частині розташована на вулиці Радянській починаючи від колишньої Художньої фабрики (нині ТЦ «Континент») та закінчуючи водонапірною баштою. Відмітка цієї ділянки 156,1 м, відмітка же Радянській площі (центру міста) — 152,2 м.

### Часовий пояс
Місто Шахунья знаходиться в часовий зоні, що позначається за міжнародним стандартом як «Moscow Time Zone» (MSK). Зсув відносно UTC становить +4:00.

### Клімат
Клімат помірно-континентальний з холодною сніжною зимою та помірно жарким літом, з характерною значною добовою зміною температури повітря. Середня температура січня −13,2 C°, липня +18,0 C°, середньорічна температура +2,3 C°. Переважають вітри південного та південно-західного напрямків із середньорічною швидкістю вітру 3,5 м/с. Середньорічна сума опадів 548 мм і 78% середньорічна відносна вологість повітря. Ґрунт промерзає на 1,8 м.
| Клімат міста Шахунья    | Клімат міста Шахунья | Клімат міста Шахунья | Клімат міста Шахунья | Клімат міста Шахунья | Клімат міста Шахунья | Клімат міста Шахунья | Клімат міста Шахунья | Клімат міста Шахунья | Клімат міста Шахунья | Клімат міста Шахунья | Клімат міста Шахунья | Клімат міста Шахунья | Клімат міста Шахунья |
| Показник                | Січ.                 | Лют.                 | Бер.                 | Квіт.                | Трав.                | Черв.                | Лип.                 | Серп.                | Вер.                 | Жовт.                | Лист.                | Груд.                | Рік                  |
| Середній максимум, °C   | +3,9                 | +2,4                 | +13,9                | +22,5                | +31,1                | +33,4                | +36,0                | +35,6                | +28,0                | +21,2                | +11,7                | +7,4                 | +36,0                |
| Середня температура, °C | −11,9                | −11,6                | −4,9                 | +4,7                 | +13,0                | +16,3                | +19,0                | +17,0                | +10,6                | +4,2                 | −1,7                 | −7,7                 | +4,0                 |
| Середній мінімум, °C    | −38,4                | −32,5                | −25,1                | −12,9                | −15,2                | +0,4                 | −3,6                 | +2,0                 | −3,6                 | −11,3                | −29,5                | −36,9                | −38,4                |
| Норма опадів, мм        | 271                  | 146                  | 319                  | 261                  | 369                  | 755                  | 838                  | 429                  | 489                  | 545                  | 492                  | 380                  | 5293                 |
| ----------------------- | -------------------- | -------------------- | -------------------- | -------------------- | -------------------- | -------------------- | -------------------- | -------------------- | -------------------- | -------------------- | -------------------- | -------------------- | -------------------- |

### Ґрунти, рослинність, корисні копалини та тваринний світ
До 20-х років XX століття на місці міста розташовувалися болота та ліси. У процесі будівництва міста болота були засипані піском, а серед дерев прорубані вулиці.
Мінеральні й паливні ресурси в цій місцевості складаються з глини та торфу. Глину добували та обпалювали для цеглин в прилеглому селищі. Крім того, район багатий питною водою з підземних ключів. Верхній шар ґрунтових вод багатий іонами кальцію та магнію. Води сфагнових боліт завдяки антисептичним властивостям моху-сфагнуму є найчистішими в мікробіологічному відношенні.

### Екологічний стан
Місто оточують густі ліси, болотиста місцевість. Тим не менш, рівень озеленення в самому місті відзначається вкрай низьким показником (49% від норми).
Міський парк хоч і знаходиться в деякому запустінні (наприклад, відсутні лавки), але є улюбленим місцем міських спортсменів: лижників — взимку, бігунів — влітку. Окрім міського парку є ще й парк Перемоги, що розташований навпроти будівлі залізничного вокзалу. Висаджені дерева, лавки, в самому центрі фонтан та асфальтовані доріжки від краю до краю.
Серед шумових джерел міста провідним є молочний завод, що має в своєму розпорядженні сушильний цех і котельню, нарівні з ним залізниця, по якій відбувається жваве сполучення пасажирських та вантажних перевезень і біля якої розташоване
У північній частині міста знаходяться два об'єкти очисних споруд.

## Економіка

### Промисловість
Найбільшим та містоутворюючим підприємством міста є ВАТ «Молоко», в загальному обсязі відвантаженої продукції частка підприємства становить 44,3%. Підприємство функціонує з 1971 року, а з 2003 року є агрохолдингом з одинадцятьма сільгосппідприємствами з приймання та переробки молока та двома торговими будинками. Випускає бренд «Північна долина».
Залізниця, яка стояла біля витоків історії міста представлена трьома підприємствами: вагонне депо, локомотивне депо, депо з ремонту контейнерів та безпосередньо залізничний вокзал.
Для обробки лісових ресурсів, які місто має в своєму розпорядженні в достатку, запущені у виробництво деревообробні підприємства: ВАТ «Агат», Шахунський промкомбінат, ТОВ «Рубікон», ТОВ «Профіль».
Район має в достатку фермерських господарств, серед яких страусина ферма (ВАТ «Арфа») і птахофабрика. Перша займається розведенням страусів та продажем яєць, друга ж виробляє курячі яйця і м'ясо.
Місто виробляє м'ясні продукти. М'ясокомбінат ТОВ «Апіс» виробляє м'ясо птиці, великої рогатої худоби, свиней, овець, кіз і коней. Страусова ферма та птахофабрика виробляють м'ясо та яйця.
Тканна фабрика (ТОВ «Ткані візерунки»).

### Туризм
У місті є готель. Але туристичних місць в місті немає.

## Культура та мистецтво

### Музеї
Функціонує три музеї: етнографічний музей, музей залізничників та музей випускників школи № 1, заснований у 2007 році та має 16 тематичних екскурсій.

### Кінотеатри
До 2007 року в місті працював кінотеатр «Жовтень», але через низьку відвідуваність був закритий, а приміщення здані в оренду підприємцям міста. Незабаром його замінив кінотеатр в ФОКу «Атлант». Кінозал на 60 місць з сучасним цифровим обладнанням. Влітку 2012 року будинок кінотеатру «Жовтень» було розібрано.

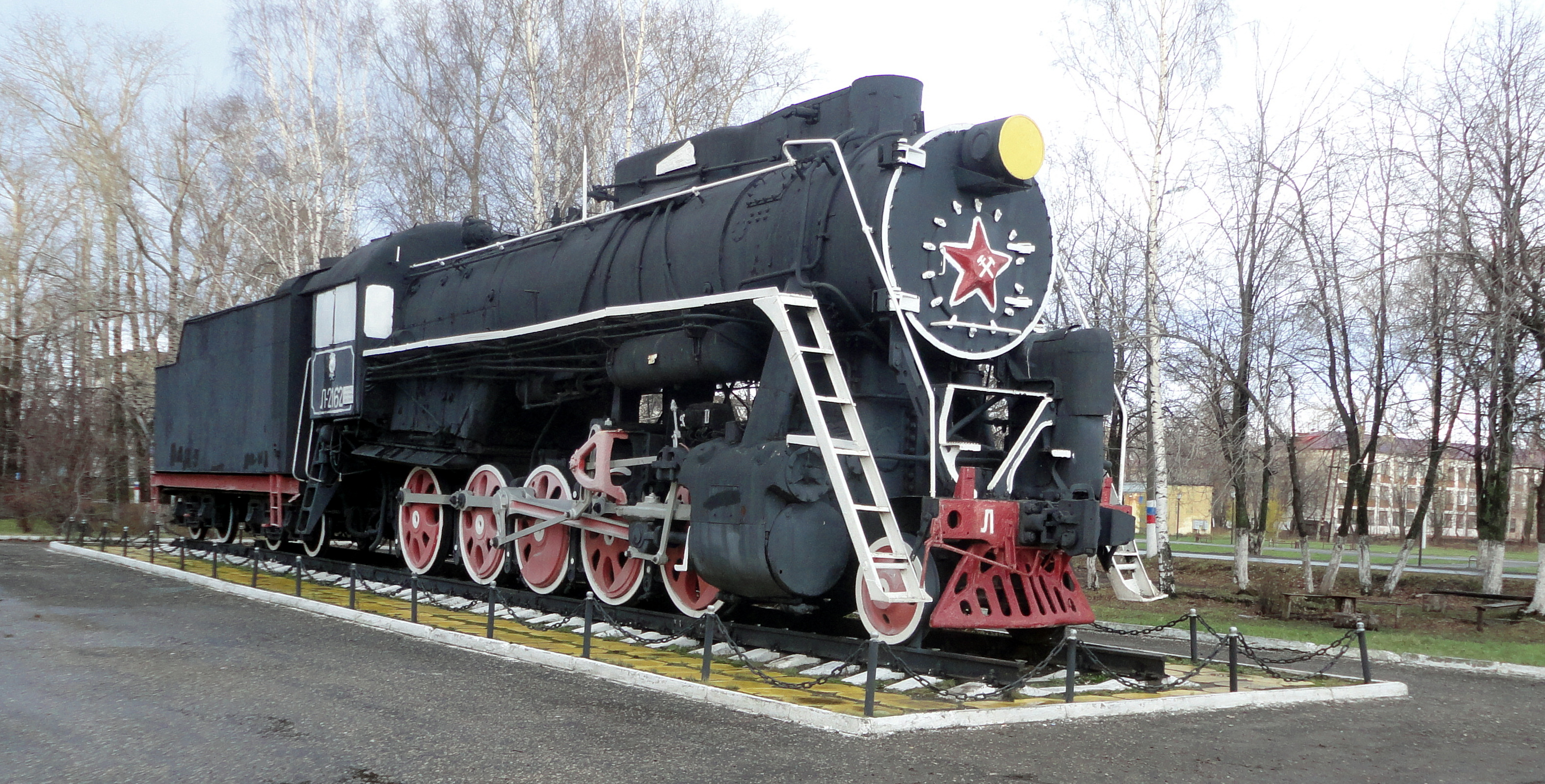
Паровоз серії «Л» на вічній стоянці

## Спорт та охорона здоров'я
У 2009 році в місті відкрився Фізкультурно-оздоровчий Комплекс (ФОК). Комплекс може надати можливість займатися як традиційними для цієї місцевості видами спорту: лижі, хокей, футбол, баскетбол, так і екзотичними, такими як більярд та боулінг. Крім цього присутній та тренажерний зал з 18-ю сучасними тренажерами на всі групи м'язів розрахований на 25 осіб. Зали боксу, єдиноборств, аеробіки. Басейн в 25 м довжиною та 2,3 м глибиною. Хокейний корт 60 × 30 м і трибунами на 160 посадочних місць. І, нарешті, футбольне поле з штучним покриттям розміром 94 × 62 м робоче взимку, і влітку.

## Освіта та наука
У місті 7 муніципальних дитячих садків
- МБОУ «Шахунська гімназія ім. Пушкіна»[30].

- МОУ Шахунська ЗОШ № 14.

- Шахунський агропромисловий технікум.

### Телебачення
У 1970 році споруджено телевізійний ретранслятор висотою 235 метрів.
«Земляки» — телеканал, освячує події відбулися в Шахунському районі, заснований 30 грудня 1993. Перший вихід в ефір — 5 березня 1994 року. Мовлення відбуватиметься на 6 північних районів. Перейшли на цифрове мовлення.
3 серпня запущено цифрове телемовлення з упевненою зоною за 60 км, 10 каналами та трьома радіоканалами.

### Друк
«Знамя труда» — єдина міська газета випускається тричі на тиждень і яка висвітлює все, що відбувається в місті, починаючи від заходів проведених містом, закінчуючи некрологами та привітаннями. Поширюється через передплату. Випускається з 1930 року. З 2014 року випускається ще й у PDF форматі

## Транспорт
Транспортна система міста представлена наступними видами транспорту: залізничним, автомобільним, таксомоторним. є розвинене приміське та міжміське автобусне та залізничне сполучення. В місті розташований залізничний вокзал. У безпосередній близькості від міста проходить автодорога регіонального значення яка з'єднує Нижній Новгород та Яранськ. Залізнична лінія Нижній Новгород — Котельнич наскрізний та зараз по ньому курсують пасажирські фірмові поїзди.

### Приміські та міжміські автобуси
Приміські та міжміські автобуси йдуть з автовокзалу, який розташований поряд із залізничним вокзалом. Є розвинене маршрутне сполучення з усіма містами та селищами міського округу міста Шахунья, а також міжміські рейси до міст Яранськ, Вахтан. До великих міст автобуси не ходять.

### Залізничне сполучення
Залізничний вокзал, який здійснює сполучення по залізничній колії Нижній Новгород — Котельнич — Кіров. На приміських поїздах в обидві сторони з 2013 року рух здійснюється з пересадками.
Залізнична станція Шахунья відноситься до Горьківської залізниці Кіровського відділення. Станція розташована в центрі міста.